# Улица Маза Музея
Улица Ма́за Му́зея (латыш. Mazā Muzeja iela, Малая Музейная улица) — очень короткая (33 метра) улица в Риге, в историческом районе Старый город. Пролегает от улицы Муку до улицы Бискапа гате.

## История
Появилась в XVI веке. Первоначальное название — Малая Епископская — связано с располагавшемся по соседству епископским замком. В 1940 году была переименована в улицу Дарвина. В 1942—1944 годах вновь называлась Малой Епископской, в 1944 году — Малой Дарвиновской. С 1950 года — Маза Музея (Малая Музейная) улица.

## Достопримечательности
- д. 1 — остатки епископского замка XIII—XIX веков.